# Desmodium cinerascens
Desmodium cinerascens är en ärtväxtart som beskrevs av Asa Gray. Desmodium cinerascens ingår i släktet Desmodium och familjen ärtväxter. Inga underarter finns listade i Catalogue of Life.